# Майкл Вестон
Майкл Вестон (англ. Michael Weston) — американський актор. Насамперед відомий завдяки ролям приватного детектива Лукаса у серіалі «Доктор Хаус», моторошного і садистичного викрадача в серіалі «Клієнт завжди мертвий» і рядового Денсера в серіалі «Клініка». Також зіграв Гаррі Гудіні в серіалі «Гудіні та Дойл».

## Біографія
Майкл Рубінштейн народився в Нью-Йорк у сім'ї акторів Джона Рубінштейна та Джуді Вест. Його дід з батькового боку — польсько-єврейський піаніст-віртуоз Артур Рубінштейн. Він також є правнуком польського диригента Еміля Млинарського, диригента-засновника Варшавського філармонійного оркестру та головного диригента Шотландського оркестру.
Здобув ступінь з театру та мистецтв у Північно-Західному університеті. 2000 року змінив своє прізвище на «Вестон», оскільки інша людина в Гільдії кіноакторів мала таке ж прізвище — «Майкл Рубінштейн».

## Кар'єра
Вестон — близький друг і колишній співмешканець актора Зака Браффа. Вестон знявся в численних фільмах і телешоу з Заком Браффом, серед яких «Країна садів», «Хотів би я бути тут» і «Прощальний поцілунок», а також виконав гостьову роль у серіалі «Клініка», в якому Зак зіграв головну роль. Вестон також виконав невелику роль Саймона Марсдена, зведеного брата Олівії Бенсон, у телесеріалі «Закон і порядок: Спеціальний корпус».
Вестон з'явився в п'ятому і шостому сезонах серіалу «Доктор Хаус», де зіграв детектива Лукаса Дугласа, якого найняв доктор Хаус. 2008 року творець серіалу — Девід Шор — хотів створити спін-офф серіалу з персонажем Вестона у головній ролі, але цього так і не сталося.
2009 року Вестон знявся у фільмі з Джерардом Батлером під назвою «Геймер». Також з'явився в серіалах «Білий комірець» і «Чорна мітка», у якому головний персонаж мав схоже ім'я — Майкл Вестерн. 2012 року знявся в мінісеріалі «Кома» на телеканалі A&E. 2016 року виконав роль Гаррі Гудіні в серіалі «Гудіні та Дойл».

## Особисте життя
2010 року одружився з музиканткою Прісцилою Ан.

## Фільмографія
| Рік  | Назва (укр.)                  | Назва (англ.)                       | Роль          |
| ---- | ----------------------------- | ----------------------------------- | ------------- |
| 2000 | Бар «Бридкий койот»           | Coyote Ugly                         | Денні         |
| 2000 | Саллі                         | Sally                               | Баґс          |
| 2000 | Щасливі номери                | Lucky Numbers                       | Ларрі         |
| 2000 | Вбивства у Черрі-Фолс         | Cherry Falls                        | Бен           |
| 2002 | Артефакт                      | Wishcraft                           | Бретт Бамперс |
| 2002 | Війна Гарта                   | Hart's War                          | В. Рой Поттс  |
| 2002 | Прибульці-завойовники         | Evil Alien Conquerors               | Кенні         |
| 2004 | Гелтер Скелтер                | Helter Skelter                      | Боббі Босолей |
| 2004 | Країна садів                  | Garden State                        | Кенні         |
| 2005 | Придурки з Хаззарду           | The Dukes of Hazzard                | Енос Стрейт   |
| 2006 | Прощальний поцілунок          | The Last Kiss                       | Іззі          |
| 2007 | Одружуся з першою-ліпшою      | Wedding Daze                        | Тед           |
| 2008 | Патологія                     | Pathology                           | доктор Ґалло  |
| 2009 | Ігри влади                    | State of Play                       | Генк          |
| 2009 | Адреналін 2: Висока напруга   | Crank: High Voltage                 | парамедик     |
| 2009 | Геймер                        | Gamer                               | продюсер      |
| 2010 | Спершу кохання, потім весілля | Love, Wedding, Marriage             | Ґербер        |
| 2011 | Брати з Брукліна              | The Brooklyn Brothers Beat the Best | Джім          |
| 2012 | Гуманітарні науки             | Liberal Arts                        | Майлс         |
| 2013 | Малюк у подарунок             | Expecting                           | Кейсі         |
| 2014 | Хотів би я бути тут           | Wish I Was Here                     | Джеррі        |
| 2015 | Побачимось у Валгаллі         | See You in Valhalla                 | Дон Бернвуд   |
| 2015 | Соус                          | Gravy                               | Енсон         |
| 2017 | божевільний кит               | The Mad Whale                       | Тобіас        |
| 2018 | Швидкість вбиває              | Speed Kills                         | Шеллі Катц    |
| 2020 | Адам                          | Adam                                | Росс          |

| Рік              | Назва (укр.)                        | Назва (англ.)                     | Роль                               | Примітка |
| ---------------- | ----------------------------------- | --------------------------------- | ---------------------------------- | --- |
| 1998             | Найтмен                             | Night Man                         |                                    | епізод 1.17 «Chrome II» |
| 2003             | Фрейзер                             | Frasier                           | Льодяний скульптор                 | епізод 10.14 «Daphne Does Dinner» |
| 2004             | Монк                                | Monk                              | Морріс                             | епізод 3.7 «Mr. Monk and the Employee of the Month» |
| 2004-05          | Клієнт завжди мертвий               | Six Feet Under                    | Джейк                              | епізоди:4.5 «That's My Dog» 4.8 «Coming And Going» 4.12 «Untitled» 5.10 «All Alone» |
| 2006             | Швидка допомога                     | ER                                | Рейф Ґендрікс                      | епізоди: 12.22 «Twenty-One Guns» 13.1 «Bloodline» |
| 2006             | Врятовані                           | Saved                             | Тім Рестон                         | епізод 1.2 «The Lady & the Tiger» |
| 2007, 2014       | Ясновидець                          | Psych                             | радник Адам Ґорнсток               | епізоди: 1.12 «Cloudy…Chance of Murder» 8.3 «Remake A.K.A. Cloudy… With a Chance of Improvement» |
| 2007             | Клініка                             | Scrubs                            | рядовий Браян Денсер               | епізоди: 6.7 «His Story IV» 6.9 «My Perspective» 6.10 «My Therapeutic Month» 6.12 «My Fishbowl» |
| 2007, 2012, 2019 | Закон і порядок: Спеціальний корпус | Law & Order: Special Victims Unit | Саймон Марсден                     | епізоди: 8.13 «Loophole» 8.16 «Philadelphia» 8.19 «Florida» 8.22 «Screwed» 13.16 «Child's Welfare» 21.6 «Murdered at a Bad Address»                                                                               |
| 2008-10          | Доктор Хаус                         | House                             | Лукас Дуґлас                       | Епізоди: 5.2 «Not Cancer» 5.3 «Adverse Events» 5.5 «Lucky Thirteen» 6.7 «Known Unknowns» 6.8 «Teamwork» 6.9 «Ignorance Is Bliss» 6.12 «Remorse» (cameo) 6.13 «Moving the Chains» 6.14 «5 to 9» 6.18 «Knight Fall» |
| 2009             | CSI: Місце злочину                  | Crime Scene Investigation         | раян Мортон; Тріпп Лінсон; Карстен | епізод 9.15 «Kill Me If You Can» |
| 2009             | Морська поліція: Лос-Анджелес       | NCIS: Los Angeles                 | детектив Джон Квін                 | епізод 3.10 «The Debt» |
| 2009             | Надприродне                         | Supernatural                      | Смолодий Чарлі                     | епізод 4.12 «Criss Angel is a Douche Bag» |
| 2009             | Чорна мітка                         | Burn Notice                       | Спенсер                            | епізод 3.5 «Signals and Codes» |
| 2010             | Хороші хлопці                       | The Good Guys                     | Карсон                             | епізод 1.17 «The Getaway» |
| 2011             | Місце злочину: Нью-Йорк             | CSI: New York                     | Френ Вотерс                        | епізод 8.9 «Means to an End» |
| 2012             | Білий комірець                      | White Collar                      | Девід Кук                          | епізод 4.3 «Diminishing Returns» |
| 2012             | Кома                                | Coma                              | Пітер Арно                         | телефільм |
| 2013             | Офіс                                | The Office                        | Роджер                             | епізод 9.16 «Moving On» |
| 2014             | Ті, хто вбивають                    | Those Who Kill                    | космічний ковбой                   | епізоди: 1.8 «Insomnia» 1.9 «Untethered» 1.10 «Surrender» |
| 2015             | Елементарно                         | Elementary                        | Оскар                              | епізоди: 3.16 «For All You Know» 3.24 «A Controlled Descent» |
| 2016             | Гудіні та Дойл                      | Houdini & Doyle                   | Гаррі Гудіні                       | сезон 1 |
| 2017             | Роузвуд                             | Rosewood                          | Овен Панітч                        | епізод 2.10 «Bacterium & the Brothers Panitch» |
| 2017             | Гаваї 5.0                           | Hawaii Five-0                     | Олівер Матус                       | епізоди: «Mohala I Ka Wai Ka Maka O Ka Pua» |
| 2018-19          | Ординатор                           | The Resident                      | Ґордон Пейдж                       | 2 сезон |
| 2019             | У темряву                           | Into the Dark                     | Лонні                              | епізод «Treehouse» |
| 2020-            | Додому до темряви                   | Home Before Dark                  | Френк Бріґґс-молодший              | головна роль |